# Calotelea fasciatipennis
Calotelea fasciatipennis är en stekelart som först beskrevs av Jean-Jacques Kieffer 1910.  Calotelea fasciatipennis ingår i släktet Calotelea och familjen Scelionidae. Inga underarter finns listade.